# Novelli (cognome)
Novelli è un cognome di lingua italiana.

## Varianti
De Novelli, De Novellis, Denovellis, Nova, Nove, Novel, Novella, Novelletti, Novelletto, Novellini, Novellino, Novellis, Novello, Novellucci, Novi, Noviello, Novo, Nuovo.

## Origine e diffusione
Il cognome è panitaliano, con prevalenza in Toscana e Liguria.
Potrebbe derivare dal prenome Novello.
Le varianti Nove, Novel e Novello sono venete; Noviello è napoletano.

## Persone
- Augusto Novelli – drammaturgo, giornalista e scrittore italiano
- Bruno Novelli – missionario italiano
- Carlo Novelli – calciatore italiano